# Facel Vega Facel 6
La Facel Vega Facel 6 (type F6) est une voiture française luxueuse et sportive produite en 1964.
Dernier modèle de la marque, elle est développée afin de combler le vide entre la surpuissante Facel II à huit cylindres et la Facel III à quatre cylindres.
Présentée à la presse en mai, elle n'est commercialisée qu'au début du mois de septembre... et la société Facel ferma ses portes un mois plus tard, fin octobre 1964. Plusieurs Facel 6 en cours de fabrication furent terminées ultérieurement et immatriculées en 1965 et 1966.

## Description
Elle adopte le moteur six-cylindres BMC de l'Austin-Healey 3000, mais avec une cylindrée réduite à 2 852 cm3 pour des raisons fiscales. Il dispose d'une puissance de 150 ch SAE. Deux boîtes de vitesses sont au choix, une BMC avec surmultiplicateur et une Pont-à-Mousson. Dans les deux cas, la vitesse maximale théorique est de 195 km/h.
La Facel 6 a la même apparence que la Facel III, cependant le moteur plus volumineux a nécessité un bossage de capot plus prononcé et un porte-à-faux avant plus important.
Les suspensions sont adaptées et le freinage amplifié par un servo-frein est assuré par des disques Dunlop sur les quatre roues. Celles-ci sont à rayons, montés sur des moyeux Rudge en provenance des firmes Borrani ou Dunlop.
La sellerie cuir est livrée en série ainsi que le volant en bois et en aluminium provenant de la firme Nardi en Italie.
Ce modèle est l'ultime tentative pour sauver la marque. La Facel 6 est produite à 44 exemplaires seulement dont sept cabriolets.

## Épilogue
Les Facel III et Facel 6 ne suffiront pas à éviter la faillite de la marque causée tant par les déboires de la Facellia, au moteur siglé Facel-Véga, que par la gestion hasardeuse de la société qui avait pourtant bénéficié d'un important prêt du gouvernement en 1961. Fin octobre 1964 la société était mise en faillite et les fabrications cessèrent définitivement.